# Gabriel Hanot
Gabriel Hanot (Arras, 6 novembre 1889 – Engenthal, 10 agosto 1968) è stato un calciatore, giornalista sportivo francese, di ruolo difensore, già componente della nazionale francese. Ricoprì l'incarico di editore del quotidiano sportivo L'Équipe.

## Biografia
Avendo compiuto gli studi a Berlino, parlava correntemente il tedesco oltre all'inglese. Da ragazzo viaggiò molto. Fu convocato 12 volte dalla nazionale francese come difensore, nel periodo antecedente alla prima guerra mondiale. Dopo aver atteso il servizio militare fu convocato nuovamente come capitano della squadra. Dopo il conflitto assunse l'incarico di commissario tecnico della sua nazionale e lavorò come giornalista per L'Équipe e per France Football.
Il doppio ruolo gli creò qualche problema: dopo che la Francia fu sonoramente sconfitta dalla Spagna nel 1949, l'Hanot "giornalista" scrisse un pezzo estremamente critico nei confronti dei suoi giocatori, articolo cui seguì un editoriale anonimo mandato dallo stesso Hanot al giornale e in cui si chiedevano le dimissioni dell'Hanot "selezionatore". Il giorno seguente si dimise da commissario tecnico e non avrebbe mai più tentato di ricoprire i due incarichi contemporaneamente.
Benché fosse un calciatore molto valido, oggi è ricordato per una serie di invenzioni che hanno contribuito alla nascita e allo sviluppo del calcio europeo moderno. Figura di spicco nella professionalizzazione del gioco del calcio (fu tra i fondatori del professionismo in Francia nel 1932), è reputato l'unico artefice dell'istituzione del Pallone d'oro (Ballon d'Or), il più prestigioso riconoscimento calcistico individuale del calcio europeo di club.
Uno dei maggiori meriti di Hanot fu quello di concepire una competizione calcistica aperta ai vari club europei, la Coppa dei Campioni d'Europa.